# Boris Godunov (film, 1907)
Boris Godunov, známý také pod názvy Scéna z bojarského života (1907) a Dmitrij Samozvaněc (1909), byl ruský němý film z roku 1907. Režisérem byl Ivan Šuvalov. Film je považován za ztracený.
Jedná se o první filmovou adaptaci stejnojmenné tragédie od Alexandra Sergejeviče Puškina (1799–1837).

## Děj
Film vypráví o posledních letech vlády Borise Godunova.